# آرام‌اس رون
آرام‌اس رون (به انگلیسی: RMS Rhone) یک کشتی بود که طول آن ۳۱۰ فوت (۹۴ متر) بود.